# Девід Мак-Маллін
Девід Мак-Маллін (англ. David McMullin, 30 червня 1908 — 15 вересня 1995) — американський хокеїст на траві.
Бронзовий призер Олімпійських Ігор 1932 року.